# هریت نلسن
 هریت نلسن (انگلیسی: Harriet Nelson؛ ۱۸ ژوئیهٔ ۱۹۰۹ – ۲ اکتبر ۱۹۹۴) یک هنرپیشه، و خواننده اهل ایالات متحده آمریکا بود.